# 爆粗BAND友
《重金搖滾雙面人》（日語：デトロイト・メタル・シティ），是日本漫畫家若杉公德所繪的日本漫畫作品，以死亡金屬音樂為主題，標題源自於美國流行樂團KISS的名曲《Detroit Rock City》。於白泉社所發行的漫畫雜誌《Young Animal》上於2005年至2010年期間連載連載。
改編真人電影於2008年8月23日在日本上映。2009年由STUDIO 4℃改編成動畫，全12話。

## 登場人物
- 根岸崇一 / 克勞薩二世（Johannes Krauser Ⅱ）

本作的主角，23歲，家鄉在九州鄉下的大分縣犬飼町，有著雙重性格，一方面是一個心地溫和善良的典型牛蒡男，但同時心胸狹窄嫉妒心重。本是鍾情於Swedish Pop，打算成為Kahimi Karie風格的歌手，但畢業後卻簽約Death Records，成為最受歡迎的死亡金屬樂隊（Detroit Metal City，DMC）的主唱。往往在誤會下被DMC的歌迷締造了很多傳說，如小時候把父母先殺後姦，殺條子四十八招等，在死亡金屬音樂皇帝JACK的退休巡迴演唱會「世界崩壞」中演唱「fuckingham宮殿」並與傑克在曲中比賽一口氣連唱「Fuck」，最後以2個字母之差打敗了JACK，演唱會後JACK將傳說吉他贈與根岸，成為傳說吉他的第三代主人雖然根岸在死亡金屬音樂方面有出色表現，但根岸仍討厭這種音樂，更為DMC的形象感到羞恥，因此一直在親友及夢中情人面前隱瞞身份。在看到夢中情人相川和別的男性較為親密或接觸金屬音樂和被取笑時就會把克勞薩二世的嫉妒性格顯露出來，繼而做出失控的事。特技是用牙齒彈吉他和能在一秒間唱10次「rape」，後來在第18回「PROMISE」中成功做出一秒間唱11次「rape」(在動畫中雖然成功在一秒間唱11次「rape」不過卻因此咬到舌頭)，在第68回「LOSER」中以傳說結他保管人的身份和北原元氣對決時顯露了一直封了的絕技「八弦吉他」（用截斷的筷子用鼻孔和下唇撐著做多兩條弦），可惜不敵對方的「十三弦吉他」（以7條鼻毛做多7條弦），被奪走傳說吉他，第一次嘗到落敗的滋味。後來他再與元氣決戰，結果於1秒內唱出12.5個「強暴」（最後一個以指交形式唱出），打敗元氣的12個強暴。事後元氣被揭發他於口中放置彈簧。
- 和田 真幸 / 賈基（Alexander Jagi）

DMC的貝斯手，崎玉縣出身。喜歡L'Arc~en~Ciel那類型的音樂。絕招是噴火和玩啤牌。對社長是十分卑恭，經常討好社長，很欣賞根岸崇一扮演克勞薩二世的能力。稱根岸為「重金屬怪物」，由於個人沒有像根岸般在DMC歌迷般演出的天份，所以對此十分傷腦筋。曾在DMC與卵蛋Girl在舞台上對峙時，為了氣勢不落人後開始噴火，結果不慎引燃大火將舞台燒燬。在克勞薩二世和卡謬爭吵其間，在DMC歌迷們面扮演這件事和解人，但表現參差，最後在根岸協助下成功解決事件，曾經打算把DMC帶到另一間唱片公司和自己跳到另一樂隊的打算，但最後也失敗收場。
- 西田 照道 / 卡謬（Camus）

DMC的鼓手，平常沉默寡言，一旦說話無一不及色情及淫穢字眼，平常的打扮是十足的御宅族形象。喜愛「陷進去戰隊小運動褲」，常常以色情字句對女生們說話，被秋葉原的其中一間常到的遊戲機中心列為黑名單，打起鼓來非常凶狠，打鼓時亦是滿腦子色情字眼。在死亡金屬音樂皇帝JACK的退休巡迴演唱會「世界崩壞」中拿了JACK的重金屬眼鏡蛇當作鼓棍用，Track 15（第15回）「PUNK 2」中，在被意外引起大火的舞台上，不管火勢，繼續打鼓。當消防隊員滅火以後，發現其還在繼續打鼓，這一行為造就DMC另一個傳奇。
- 梨元圭介（資本主義的豬）

DMC表演時的人肉道具，舞台演出時打扮成一個被許多SM道具捆綁的變態中年大叔，扮演在舞台上由根岸崇一扮演的克勞薩二世先生為帶動全場氣氛而被虐待的「資本主義豬」的角色。為安慰根岸崇一對自己的內疚，本人很謙虛自稱為「我是一名M男」，已和妻子離婚，育有一子。除了舞台演出的工作外，私下靠兼差打工維持生計。
- 社長

DMC所屬事務所的女社長。本名不詳。身長165cm。金髮，生性冷血兇殘，經常針對根岸，情緒商數極低，凡事以武力解決。穿著超短皮裙，煙不離手，說話方式奇怪，不時混雜粗話，日語及英語。對重金屬樂非常著迷，是整個樂隊的幕後製作人，連克勞薩二世也不放在眼裡。曾經到根岸的公寓住所進行私生活改造，就連根岸的房東也因此成了DMC歌迷。非常了解根岸的內心與才華，所以知道根岸遲早會稱霸重金屬界。
- 根岸 俊彥（阿俊）

根岸的弟弟，高中3年級。本性單純。自從根岸到了東京後，成為DMC的樂迷，開始墮落。根岸為此十分內疚，最經典的片段莫過於根岸為了維持大哥的尊嚴，謊稱自己的頭型是克勞薩二世喜歡的公然猥褻頭。
- 根岸 啟子

根岸的母親。擔心在東京生活的根岸，經常跟他通電話，又寄蔬菜和米、醃菜等食物和信等東西給他。
- 根岸 一則

根岸的父親。
- 根岸 朋子（河野 朋子）

根岸的妹妹，已婚，老公為鄉公所職員。在婚禮上根岸化妝為克勞薩二世以獨有的風格獻上祝福，為劇中少有的感人劇情。
- 根岸 康一

根岸的祖父。只會問一句：「去不去阿部吉？」
- 相川 由利

根岸大學時代單戀的同班同學。本作的女主角。東京都出身。畢業後成為根岸愛讀的雜誌「amour amour」的編輯，在CD店舖與根岸再次相遇。與根岸同樣喜歡Swedish pop，討厭金屬等過激的音樂，更認為DMC是最差勁的樂隊。根岸因為她讚揚過自己的吉他彈奏專業，而決心成為專業的音樂人。雖說她最討厭死亡金屬，尤其是DMC，但相川本人卻是成就DMC和克勞薩二世的關鍵人物。在最終話確認他愛的是根岸（當時根岸誤以為他愛的是其他的男人）。
- 佐治 秀基

崇拜根岸的大學學弟。清新民歌樂隊Tetrapot Melon Tea（「在防波堤上喝蜜瓜奶茶」的意思）的成員，卻被DMC間接摧毀而解散，之後曾和根岸組成兩人樂團：打愛的奶油，但卻因為根岸的忌妒心而拆夥。最諷刺的是他和相川是唯二支持根岸音樂的人，卻也是被欺負最慘的兩位。
- 傑克‧伊爾‧黑暗（Jack ill Dark）

世界上著名的死亡金屬音樂吉他手兼歌手，身上總是纏著兩隻眼鏡蛇，傳聞過著極度荒淫的靡爛生活，也從不卸下他的化妝，有他出現的地方均死傷慘重。退出樂壇前與DMC一較高下，因言語上得罪根岸，激發克勞薩二世在台上以兩個字母之差唱出關鍵字勝出，更馴服了傑克的秘密武器─重金屬大水牛。將傳說中的→吉他傳授予根岸後退出，改玩爵士樂。失敗之後再次轉換跑道賣熱狗仍然失敗，最後成為樂團嘉年華主義猛獸的贊助人。育有一女康妮。
- 木林 進/鬼刃（KIVA）

澀谷區著名饒舌（Rap）歌手。自稱來自紐約，經常以饒舌代替說話，只懂說「Yo」、「Come on」、「Check it out」幾個英文詞彙。真正身份是根岸的兒時好友木林進。裝作不認識根岸， 並先行挑釁DMC。根岸在台上以饒舌揭露他的身世，將他徹底打敗，曾說過，如果克勞薩的真面目不是根岸，那就是真正的惡魔了。之後為了強化自己的英語而跑去美國度假了。
- 妮娜

地下龐克（punk）樂團卵蛋Girl的女主唱，崇拜性手槍樂團的席德。由於所做表演樂風與理想大相逕庭，致使她開始對自己的音樂道路產生懷疑。某次演唱會因為根岸誤打誤撞的被擠至台前導致面孔僵硬，加上根岸對她的勸說，結果讓妮娜誤認為是席德再世並且重新思考音樂道路。在DMC演唱會當天與同團樂手闖到舞台上表演，和根岸展開對決，根岸與她邊唱邊彈還修改了歌詞，甚至雙方互噴口水與痰。後來會場起火時被根岸所救。
- 東京時尚四天王

設計之王：安里秀高
演藝之王：外園誠
攝影之王：久瀨艾特賽
創作之王：茂木高之
本書中最讓人討厭的角色，潮男文化的代表，四人都因為有優秀的才華和時尚知識，而藐視並侮辱不如他的人，四人都被克勞薩二世惡整過。
- 麻央

自由專欄作家，對時尚的知識非常淵博，和根岸非常有話題，公開表示對根岸有好感，但……是一隻恐龍王。
- 超高速電鋸

代表曲：流血列車
必殺技：電鋸鋸音箱
主唱：小玲
主唱小玲喜歡唱歌卻因為聲音太過低沉而專精於重金屬搖滾樂。唱歌時經常拿著電鋸鋸音箱。在世界級重金屬樂團比賽──撒旦皇帝中，被卡謬的鼓棒弄至高潮而敗。
- Deathum

代表曲：十三號屎尿日　　扒糞小子　　蟯蟲
必殺技：死神的便意
主唱：富堅
吉他手：阿毅
貝斯手：長谷川
鼓手：丈二
主唱富堅為了和DMC一較高下而創出了屎尿重金屬，成功了唱出自己的風格。富堅最經典的就是愛用跟大便有關的歪理來說服團員。
- 地獄重金屬

代表曲：惡魔之門
必殺技：地獄重金屬預言書
DMC參加世界級重金屬樂團比賽──撒旦皇帝的最終戰對手。作風非常兇殘並帶有邪教團體的氣息。團員都長得像各領域音樂的成名人物，目標是以死亡重金屬樂召集狂熱信徒，然後在所有歌曲領域都拿下冠軍進而統治音樂界。
- 底特律重金屬之城→元氣BAND樂團

代表曲：屠殺　高音吶喊
必殺技：一秒12次強暴   十三弦吉他
主唱兼電吉他手：北原元氣/ 克勞薩一世（Johannes Krauser I）
吉他手：直樹
貝斯手：鈴木
鼓手：尼特族皇帝‧檸檬
坐騎：閻羅王加藤
主唱北原是最初社長所合作的對象，在合夥過程中北原愛上了社長卻不敢表達，愛意壓抑的最後北原對社長伸出鹹豬手而被逮捕入獄。出獄後的北原為了報復社長，找來了對DMC有強烈恨意的人組成樂團。團員有直樹（原本可以加入DMC卻被克勞薩趕走）、檸檬（被卡謬用鼓棒打掉假髮）和鈴木（因為賈基人太好所以沒宿敵而正式應徵）。
- 替身‧底特律重金屬之城

主唱兼電吉他手：羅薩托尼耶戈利‧波薩拉巴洛托斯 / 克勞薩二世（Johannes Krauser II）
主唱兼貝斯手：陳明星 / 賈基（Alexander Jagi）
鼓手：塔爾哈姆 / 卡謬（Camus）
三人為社長預定DMC的替身，防止團員有意外時演唱會開不成，三人曾經合作要取代DMC，最後因為分贓不均而鬧解散。
- 卡爾斯‧秀喜/ GOD

代表曲：黑色晚餐　　邪眼
必殺技：GOD WALK   生命蠟燭    四段變型
本作品的最後魔王，相貌奇醜無比，非常討厭重金屬樂，一心只想當模特兒。根岸由於在GOD身上看到了和自己相同的特質而崩潰。

## 出版書籍
漫畫累計銷售量已突破600萬部。
| 集數 | 白泉社         | 白泉社                 | 東立出版社     | 東立出版社             |
| 集數 | 發售日期       | ISBN                   | 發售日期       | ISBN                   |
| ---- | -------------- | ---------------------- | -------------- | ---------------------- |
| 1    | 2006年6月5日   | ISBN 4-592-14351-5     | 2007年4月18日  | ISBN 978-986-11-9377-9 |
| 2    | 2006年10月27日 | ISBN 4-592-14352-3     | 2007年4月18日  | ISBN 978-986-11-9378-6 |
| 3    | 2007年4月27日  | ISBN 978-4-592-14353-6 | 2007年8月22日  | ISBN 978-986-11-9958-0 |
| 4    | 2007年11月29日 | ISBN 978-4-592-14354-3 | 2008年6月24日  | ISBN 978-986-10-1049-6 |
| 5    | 2008年3月28日  | ISBN 978-4-592-14355-0 | 2008年8月14日  | ISBN 978-986-10-1626-9 |
| 6    | 2008年8月8日   | ISBN 978-4-592-14356-7 | 2008年12月19日 | ISBN 978-986-10-2399-1 |
| 7    | 2009年2月13日  | ISBN 978-4-592-14357-4 | 2009年7月13日  | ISBN 978-986-10-3393-8 |
| 8    | 2009年9月29日  | ISBN 978-4-592-14358-1 | 2010年2月1日   | ISBN 978-986-10-4491-0 |
| 9    | 2010年3月29日  | ISBN 978-4-592-14359-8 | 2010年9月14日  | ISBN 978-986-10-5479-9 |
| 10   | 2010年7月29日  | ISBN 978-4-592-14360-4 | 2011年5月4日   | ISBN 978-986-10-6093-4 |

### 相關書籍
- 若杉公德『デトロイト・メタル・シティ ザ・ファンブック 魔典』

2008年8月8日發行、 ISBN 978-4-592-14294-2（講談社）

## 動畫
由STUDIO 4℃所製作的OVA。2008年8月8日正式發售DVD。全12話、24集構成。PG-12指定。
隔年2009年2月6日到3月14日於WOWOW上每週2本進行放送。2010年由関西電視台從1月12日開始到同年2月2日於「笑撃エピソード集」節目上播放8話傑作選、ANIMAX（CS放送）從2月9日起全12話進行放送。

### 製作團隊
- 監督 - 長濱博史
- 總作畫監督 - 島村秀一
- 美術監督 - 小林七郎
- 音響監督 - 田中一也（日语：たなかかずや）
- 色彩設計 - 佐藤優
- CGI監督 - 高瀨裕介、大山佳久
- 編輯 - 武宮睦
- 效果 - 奥田維城
- 音樂製作人 - 北原京子
- 音樂 - 山本治彥（日语：山本はるきち）
- 製作 - 藤原正道、永井秀男、北川直樹、田中榮子
- 製作人 - 高橋敦司、古澤佳寛、畑田里香
- 企劃協力 - Young Animal編輯部、島田明、永島隆行

### 配音員
- 根岸崇一：岸尾大輔
- Johannes Krauser二世：上田祐司
- 和田真幸：中野裕斗（日语：中野裕斗）
- 西田照道：保村真
- 梨元圭介：松山鷹志（日语：松山鷹志）
- 社長：小林愛（日语：小林愛）
- 相川由利：長澤雅美

### 標題
1. PV／SICK MURDERER
2. REAL LEGEND／SATAN
3. PIG／DRUG
4. FRUSTRATION／GOOD SONG
5. MASOCHIST／FAMILY
6. PUNK.1／PUNK.2
7. TOWER／CONFESSION
8. PROMISE／ALTERNATION
9. CINEMA.1／CINEMA.2
10. FAKE／DETROIT・MOE・CITY
11. HIP HOP.1／HIP HOP.2
12. EMPEROR.1／EMPEROR.2

## 電影
本片使用高清技術拍攝，1.85:1畫面比例，杜比數碼音效編碼。

### 演員列表
- 根岸崇一（Johannes Krauser二世）：松山研一（根岸崇一歌聲：冠徹彌（日语：冠徹弥））
- 相川由利：加藤羅莎
- 西田照道（Camus）：秋山龍次（日语：秋山竜次）（搞笑團體羅伯特（日语：ロバート (お笑いトリオ)）成員）
- 和田真幸（Alexander Jagi）：細田善彥（日语：細田善彥）
- 朝仁：鈴木一真（日语：鈴木一真）
- 佐治秀紀：高橋一生
- DMC樂迷：大倉孝二（日语：大倉孝二）、岡田義徳
- Jack ill Dark：吉恩·西蒙斯（Kiss合唱團貝斯手）
- Death Records社長：松雪泰子

### 工作人員
- 原作：若杉公德
- 導演：李闘士男
- 編劇：大森美香
- 執行監製：市村南、塚田泰浩、山内章弘
- 策劃：川村元氣（東寶株式會社）
- 監製：樋口優香
- 攝影指導：中山光一
- 照明：武藤要一
- 美術指導：安宅紀史
- 收音師：郡弘道
- 音響效果：齋藤昌利
- 剪接：田口拓也
- 副導演：兼重淳
- 製片：鈴木嘉弘
- 原創音樂：服部隆之
- 出品：電影「Detroit Metal City」製作委員會
- 製作：東寶製造製作部
- 發行：東寶

主題歌
- デトロイト・メタル・シティ「SATSUGAI」
- 根岸崇一 SONG BY カジヒデキ（日语：加地秀基）「甘い恋人」

### 票房
全臺累計票房達到1308萬新台幣。

## 外部連結
- 電脳処刑場（官方網站）（日語）
- デトロイト・メタル・シティ特集 (音樂棚) （页面存档备份，存于）（日語）
- GO TO DMC 真人版電影官方網站 （页面存档备份，存于）（日語）
- デトロイト・メタル・シティ - allcinema
- デトロイト・メタル・シティ - KINENOTE